# Santiago Devin
Santiago Devin (Santiago Devincenzi; * 27. Dezember 1908 in Buenos Aires; † 30. Oktober 1950) war ein argentinischer Tangosänger.

## Leben und Wirken
Der Sohn italienischer Einwanderer arbeitete in seiner Jugend als Autolackierer. Seinen ersten öffentlichen Auftritt als Sänger hatte er im Kino Nacional mit dem Gitarristen Samuel Aguayo. Bald danach wurde er Sänger im Orchester des Bandoneonisten Antonio Romano. Daneben trat er als Refrainsänger (estribillista) mit den Orchestern Juan Carlos Cobiáns, Julio De Caros und Carlos Di Sarlis auf. Erfolgreich wurde er als Solosänger, begleitet von einem Gitarrentrio, mit dem er in Cafés, in Kinos und im Hörfunk auftrat. Plattenaufnahmen entstanden mit ihm als Mitglied des Sureda Trio.